# Пиктограмма
Пиктогра́мма (от лат. pictus — нарисованный и греч. γράμμα — запись), пиктогра́ф (от лат. pictus — нарисованный и греч. γράφω — записывать, писать) — знак, отображающий важнейшие узнаваемые черты объекта, предмета или явления, на которые он указывает, чаще всего в схематическом виде.
В настоящее время пиктограммы имеют узкоспециальную и второстепенную роль (например, дорожные знаки, значки-элементы графического интерфейса пользователя ЭВМ и др.), в отличие от привычного нам алфавитного письма, способного отображать многоуровневый характер естественного языка.

## В ранних системахписьменности
Изображение, используемое в качестве символа. Обычно пиктограмма соответствует некоторому объекту и используется с целью предоставления более конкретной информации, подчеркивающей его типичные черты (пример — тэртэрийские надписи).

## Пиктографическое письмо
Пиктографи́ческое письмо́ — вид письменности, знаки которой (пиктограммы) обозначают изображённый ими объект.
Пиктографическое письмо использовалось на заре письменности разными культурами: месопотамской, египетской, китайской, ацтекской, маргушской (маргианской) и др.
В настоящее время пиктографическое письмо представлено письменностью донгба (дунба), которой владеют до нескольких десятков пожилых представителей народа наси, живущего в предгорьях Тибета.
Пиктографические письменности насчитывают тысячи знаков. Сложность и ограниченность системы (она может описывать только объекты) объясняют движение таких систем в сторону идеографических письменностей. Движение это сопровождается расширением смысла знаков, а также упрощением и канонизацией начертаний каждого знака.
Примеры пиктографического письма — кодексы индейцев Месоамерики.

### Основные черты пиктографического письма
Пиктографическое письмо воспроизводит некоторые единицы смысла — простейшие интернациональные понятия, реальные (или же прецедентные) предметы, явления, действия, значение которых передается с помощью рисунков. В силу этого надписи пиктографическим письмом могут быть поняты людьми, говорящими на разных языках, даже если пиктографические письма этих языков различны. Как пишут Р. О. Шор и Н. М. Каринский в «Литературной энциклопедии»,

Отсутствие условного и традиционного момента в пиктографии делает её знаки доступными пониманию при незнании того яз., на к-ром говорит автор пиктографии, то есть при отсутствии единства языковой культуры у «пишущего» и «читающего» пиктограмму.

В отличие от алфавитной системы письма, пиктографическое письмо не отображает грамматических, фонетических и других правил естественного языка и поэтому не может образовывать текст в его лингвистическом понимании, располагает ограниченным числом функций.
Пиктографическое письмо родственно системе невербальной коммуникации, однако не тождественно ей:

Некоторые факты из истории отдельных идеографических систем письма (в частности, китайского) позволяют установить важное влияние на развитие пиктограммы в идеограмму так наз. «языка жестов», применяемого у многих первобытных народов для межплеменного общения. Поскольку жест, то есть зрительный знак не графический, приобретает в этой форме общения отвлеченное значение, становится сигналом отвлеченного понятия, ясно, что здесь намечается путь для отыскания графических знаков для выражения отвлеченных значений. Графическое изображение символического жеста становится графическим изображением отвлеченного понятия, им выражаемого.

## Винформатике
Значок, элемент графического интерфейса пользователя; небольшое изображение на мониторе, служащее для идентификации некоторого объекта: файла, программы и т. п. Выбор и активизация пиктограммы вызывает действие, связанное с выбранным объектом.

## Вдизайне
Стилизованное и легко узнаваемое графическое изображение, упрощённое с целью облегчения визуального восприятия. Пиктограмма усиливает характерные черты изображаемого предмета. Примеры таких пиктограмм — значки, обозначающие больницу (красный крест), въезд на стоянку (буква P), туалет (треугольные человечки).